# Сириана
„Сириана“ (на английски: Syriana) е американски трилър от 2005 г., по сценарий и режисура на Стивън Гагхан, и продуциран изпълнително от Джордж Клуни, който участва в главна роля. Сценарият на Гагхан е свободно адаптиран от мемоарите на Робърт Баер. Филмът се фокусира върху петролната политика и глобалното влияние на нефтената индустрия, чиито политически, икономически, правни и социални ефекти се забелязват от оперативен оператор на Централната разузнавателна агенция (Джордж Клуни), енергиен анализатор (Мат Деймън), вашингтонски адвокат (Джефри Райт) и млад безработен пакистански работник мигрант (Мазхар Нумир) в арабска държава в Персийския залив. Филмът включва също така и широка подкрепа, включваща Аманда Пейт, Тим Блейк Нелсън, Марк Стронг, Александър Сидиг, Амр Уакид и носителите на наградите „Оскар“ – Кристофър Плъмър, Крис Купър и Уилям Хърт.
Както при сценария на Гагхан за „Трафик“, „Сириана“ използва множество паралелни сюжетни линии, скачайки между места в Иран, Тексас, Вашингтон, Швейцария, Швейцария, Испания и Ливан.
Клуни спечели Оскар за най-добър актьор за ролята си на Боб Барнс, а сценарият на Гагхан бе номиниран от Академията за най-добър оригинален сценарий. Към 20 април 2006 г. филмът е натрупал общо $ 50.82 милиона в щатския кабинет в САЩ и $42.9 милиона в чужбина, за общо $93.73 милиона.